# Grzegorz Subocz
Grzegorz Subocz (* 13. Juli 1965) ist ein polnischer Handballspieler und -trainer.
Subocz spielte für die polnische Männer-Handballnationalmannschaft. Später wirkte er in Deutschland. So trainierte er bis 2006 zunächst als Spielertrainer, dann als Cheftrainer den Zweitligisten Dessau-Roßlauer HV. Er wurde dann Co-Trainer von Bogdan Wenta beim SC Magdeburg. Bei der Entlassung Wentas im November 2007 verließ auch Subocz den SCM. Von 2008 bis 2011 trainierte er die in der Zweiten Liga spielenden Frauen des HSC 2000 Magdeburg. Subocz arbeitet als Lehrer in Magdeburg. 2012 übernahm er als Trainer die Männermannschaft des HSV Haldensleben.